# الجبوب (ذي السفال)

تعديل مصدري - تعديل

الجبوب ذي السفال هي إحدى حارات مدينة ذي السفال أحد مدن محافظة إب، بلغ تعداد سكانها 644 نسمة حسب تعداد اليمن لعام 2004.